# Albert Breisch
Jean Pierre Albert Breisch (Ettelbruck, 2 april 1869 – Parijs, 4 april 1926) was een Luxemburgs edelsmid en juwelier.

## Leven en werk
Albert Breisch was een zoon van schoolinspecteur Nicolas Breisch en Anne Linden. Hij studeerde in Parijs en werd in 1892 meestergoudsmid. Hij trouwde een jaar later in Luxemburg-Stad met Henriette Philippine Susanna Schaal (1868-1929) en wordt daarbij vermeld als 'juwelen-fabrikant'. Hij woonde destijds nog in Parijs, maar vestigde zich als juwelier in Luxemburg-Stad.
Hij won een gouden medaille voor zijn werk op de wereldtentoonstelling van 1905 in Luik. Op de salon van de Cercle Artistique de Luxembourg toonde hij een jaar later "kleine meesterwerken van een soepele en delicate kunst, harmonieuze opwaardering van stenen, discreet snijwerk van hoorn en hout, fijn verwerking van goud en zilver." Het leverde hem de Prix Grand-Duc Adolphe op. Ten tijde van het voorzitterschap van Pierre Blanc was hij een aantal jaren vicevoorzitter (1906-1910) van de CAL. In 1907 behoorde hij met Ferdinand d'Huart en Louis Titz zelf tot de jury die de Prix Grand-Duc Adolphe toekende aan Jean Curot en Auguste van Werveke.
Op de wereldtentoonstelling van 1910 in Brussel was Breisch' werk te zien in een kleine 'Salon des Beaux-Arts' in het Luxemburgs paviljoen, naast dat van Claus Cito, Jean Mich, Guido Oppenheim en Frantz Seimetz. Tijdens de tentoonstelling werden elf van zijn werken gestolen, ter waarde van 16000 Luxemburgse frank. Hij ontving desondanks een gouden medaille. In 1912 maakte Breisch een Souvenir ter herinnering aan de troonsbestijging van groothertogin Maria Adelheid van Luxemburg, die werd uitgebracht door de CAL. De broche toont onder een kroon haar initialen M.A. de Luxemburgse leeuw en een aantal vergeet-mij-nietjes. Het sieraad werd uitgevoerd in kunstbrons, zodat het voor een groot publiek betaalbaar was.Het sieraad werd uitgevoerd in kunstbrons, zodat het voor een groot publiek betaalbaar was.

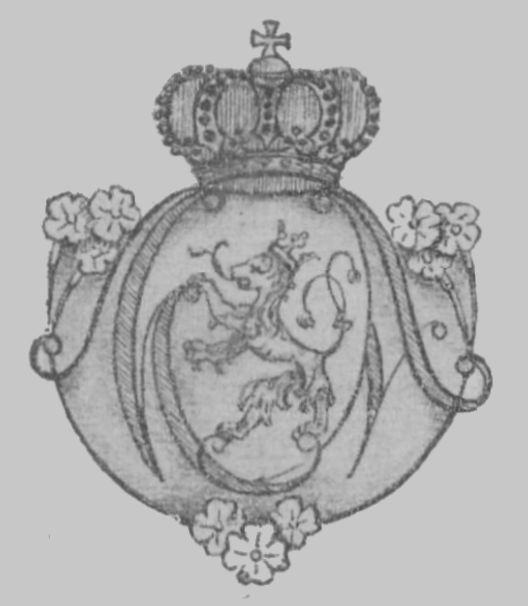
Souvenir (1912)

In de Eerste Wereldoorlog vertrok Breisch naar Parijs en sloot zich aan bij het in 1916 opgerichte Oeuvre des Soldats luxembourgeois volontaires au service de la France, een groep van Luxemburgse vrijwillige soldaten. Kort na de oorlog ontwierp hij een Luxemburgse Vrijwilligersmedaille. Zijn ontwerp werd echter afgewezen en de opdracht werd gegund aan Jean Mich.
Albert Breisch overleed in Parijs, kort na zijn 57e verjaardag.
- Musée national d'archéologie, d'histoire et d'art: lkl005428